# Ida Giesecke

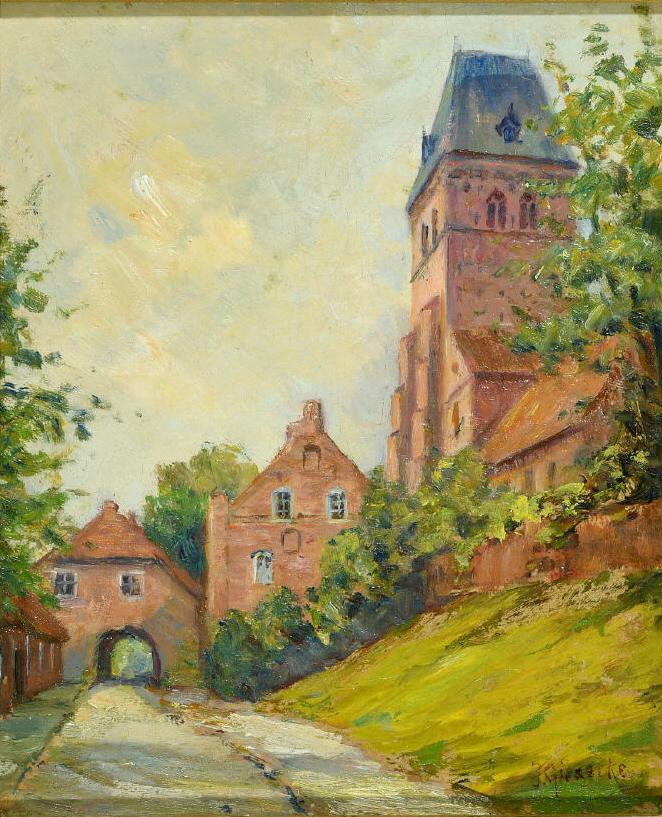
Gemälde von Ida Giesecke: "Ratzeburg - Dom mit Steintor"

Ida Sophie Caroline Giesecke (* 22. Juli 1866 in Ratzeburg; † 1. Februar 1942 in Wernigerode) war eine deutsche Malerin.

## Leben

### Familie
Ida Giesecke war die Tochter von Johann Heinrich Friedrich Giesecke (* 17. Februar 1828 in Ratzeburg; † 22. Juni 1905), Pastor in Ratzeburg sowie seit 1870 Pastor in St. Georgsberg und dessen Ehefrau Charlotte Hedwig (geb. Dühring) (* 30. Januar 1844); sie hatte noch sechs Geschwister.

### Ausbildung
Ida Giesecke besuchte für dreieinhalb Jahre die Damenakademie des Münchner Künstlerinnenvereins, wo sie von Tina Blau und Ludwig von Herterich unterrichtet wurde; im Anschluss daran reiste sie sechs Monate lang durch Italien.

### Künstlerisches Wirken
Seit 1894 war sie in Kiel wohnhaft und beteiligte sich dort mit ihren Landschafts-, Blumen- und Stillebenbildern in den Jahren 1894, 1897, 1902 bis 1905 und 1909 rege an den Ausstellungen des Schleswig-Holsteinischen Kunstvereins beziehungsweise der Schleswig-Holsteinischen Kunstgenossenschaft sowie 1912 an einer großen Sonderausstellung mit 16 Werken.
Studienreisen führten sie in dieser Zeit nach Norwegen, Dänemark, Schweden und Schottland. 1900 verlebte sie zusammen mit den Malerinnen Else Ottens und Elisabeth Reuter auf Sylt.
Sie siedelte noch vor 1914 nach Leipzig über, von wo aus sie sich 1914 an einer Kunstausstellung in Lübeck und 1927 an der juryfreien Kunstausstellung im Grassi-Museum in Leipzig beteiligte. Sie verstarb überraschend am 1. Februar 1942 in Wernigerode/Harz. In der Lauenburgischen Zeitung vom 12. Februar 1942 heißt es in einem entsprechenden Nachruf: Die Landschaftsmalerin Ida Giesecke ist nach kurzer Krankheit in Wernigerode am Harz gestorben. Sie entstammte einer alten Ratzeburgischen Familie ... Nächst Lübeck bot ihr die heimatliche Inselstadt Ratzeburg eine Fülle von Motiven. Noch im letzten Herbst suchte sie, im Boot die Insel umrudernd, nach neuen Kompositionen. Ihr letztes Schaffen galt dem Harz und dem Märchenschloss in Wernigerode ... Rasch entriss der Tod der unermüdlich Schaffenden Pinsel und Palette. Doch sie lebt in ihren Werken, vor allem in den Bildern vom Ratzeburger Dom.

## Werke (Auswahl)
- Goethes Gartenhaus in Weimar (Gemälde).
- Nordfjord (Gemälde).
- Oie am Norangsfjord (Gemälde).
- Sonniger Waldweg mit Wanderer (Gemälde).
- Zell am See (Schmittenhöhe) (Gemälde).
- Meeresbrandung an der Ostseeküste (Gemälde).
- Norwegische Fjordlandschaft mit zwei Segelbooten und Fischer (Gemälde).
- Wassermühle im Sachsenwald bei Friedrichsruh (Gemälde).
- Vase mit Nelken (Gemälde).
- Lübeck, Marien- u. St. Petrikirche (Gemälde).
- Uferpartie in Ratzeburg (Gemälde von 1885).
- Segelboote auf dem Genfer See beim Château Chillon (Gemälde).
- Maderno am Gardasee (Gemälde).
- Haus der Frau von Stein in Weimar (Gemälde).
- Schloss Dornburg (Gemälde).
- Bauernhaus vor Gebirgsmassiv mit Figurenstaffage (Gemälde).
- Grander Mühle (Gemälde).
- Ostseeküste (Gemälde).
- Bauernhaus in Abendsonne (Gemälde).
- Frühling im Mittelgebirge (Gemälde).
- Feldweg mit Laubbaum (Aquarell von 1909)